# 圓桌村

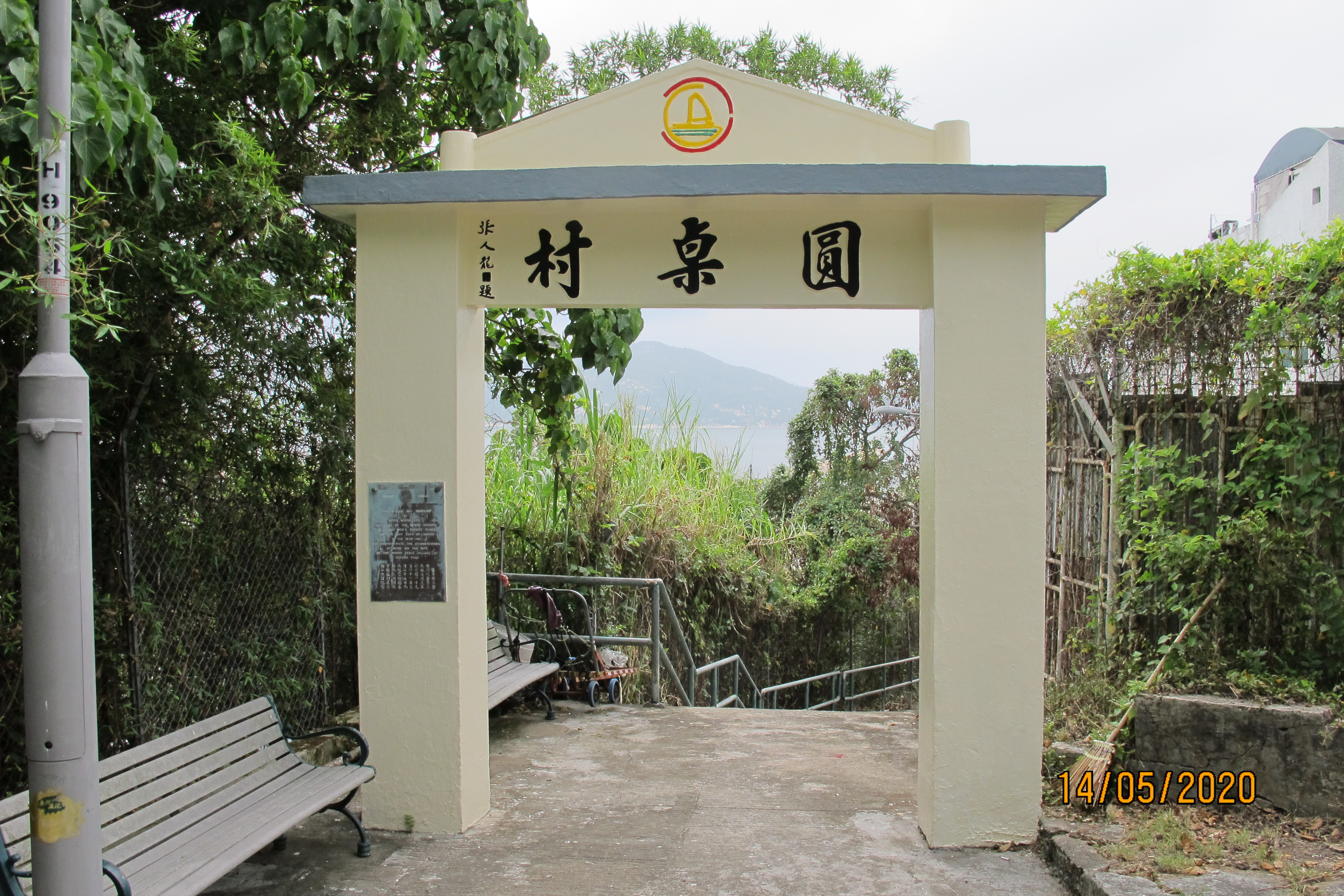
圓桌一村入口牌坊

圓桌村（英語：Round Table Villages），是1960至70年代在香港的長洲及梅窩興建的徙置房屋，由於1954年成立的香港圓桌會（Round Table HK）資助興建。最初是為安置因颱風而流離失所的長洲水上居民，其後推廣至居住環境欠佳的木屋居民及難民。

## 長洲圓桌村

#### 圓桌第一村
第一村在1961年動工，並在同年入伙，落成時有單層平房42間，每間11呎x16呎，共容納41户，為1959年颱風瑪麗襲港時流離失所的長洲水上居民。剩一間平房為合作社。入住居民由香港圓桌會及長洲鄉事委員會甄選。 入伙初時無自來水及電力供應，至1963年方水電齊全。1985年擴建，加建第二層。

#### 圓桌第二村

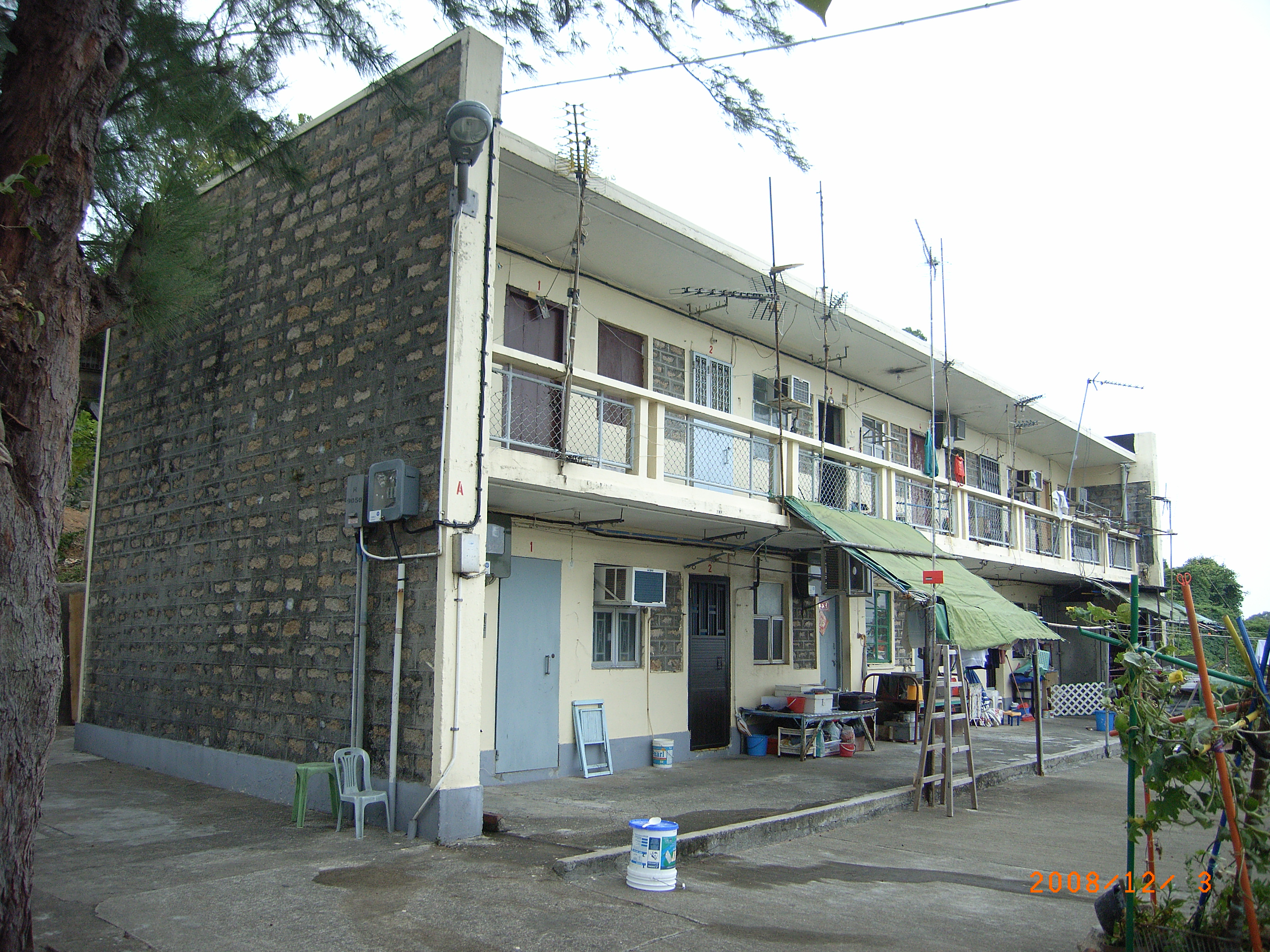
圓桌二村落成即為雙層平房，並無加建

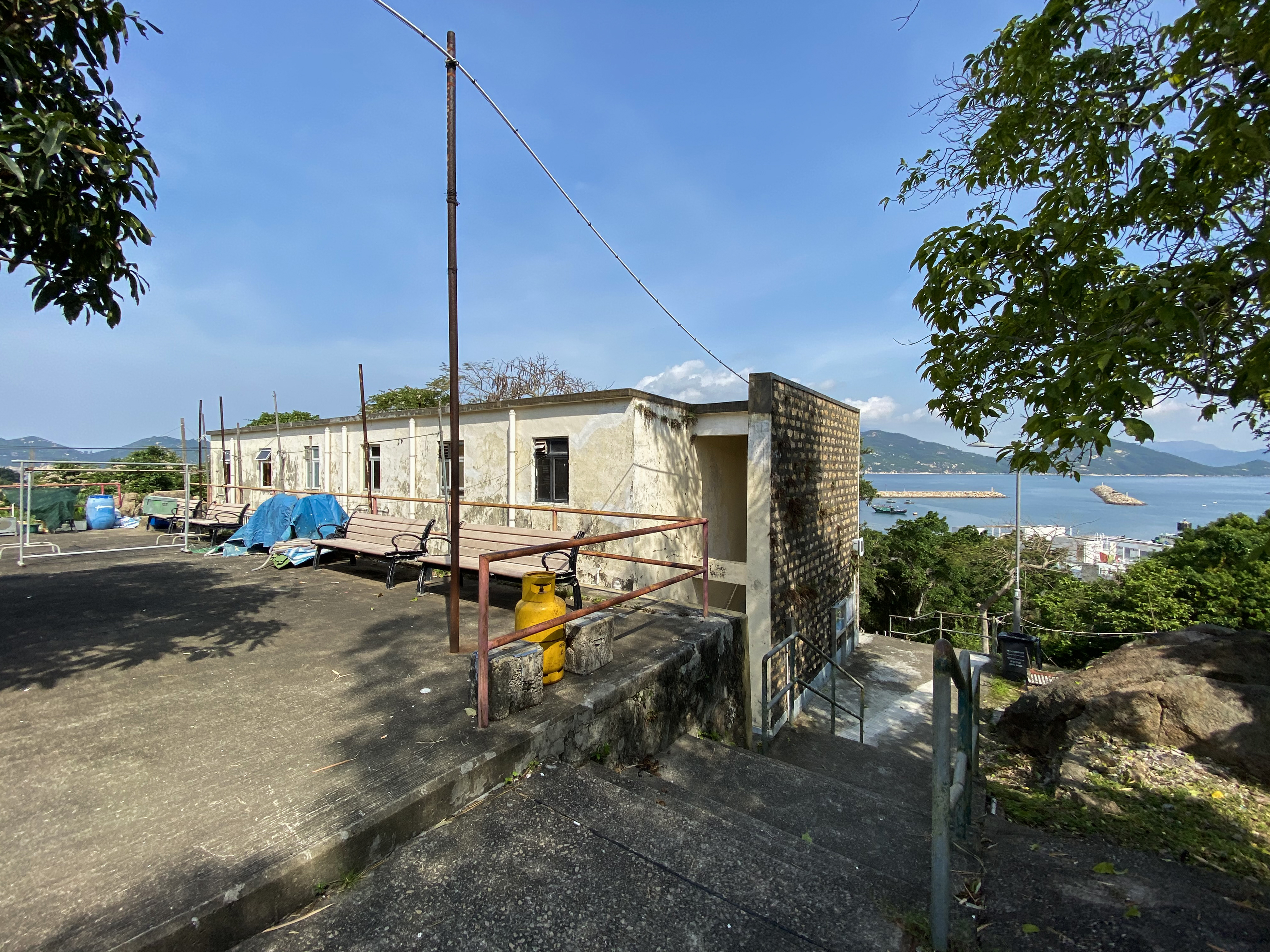
圓桌二村（2020年4月）

第二村在1964年9月20日落成入伙: 共設雙層平房11間，安置21户，包括漁民及木屋區民。建築款項由圓桌會在英國及其他地方會友募捐而得。

#### 圓桌第三村

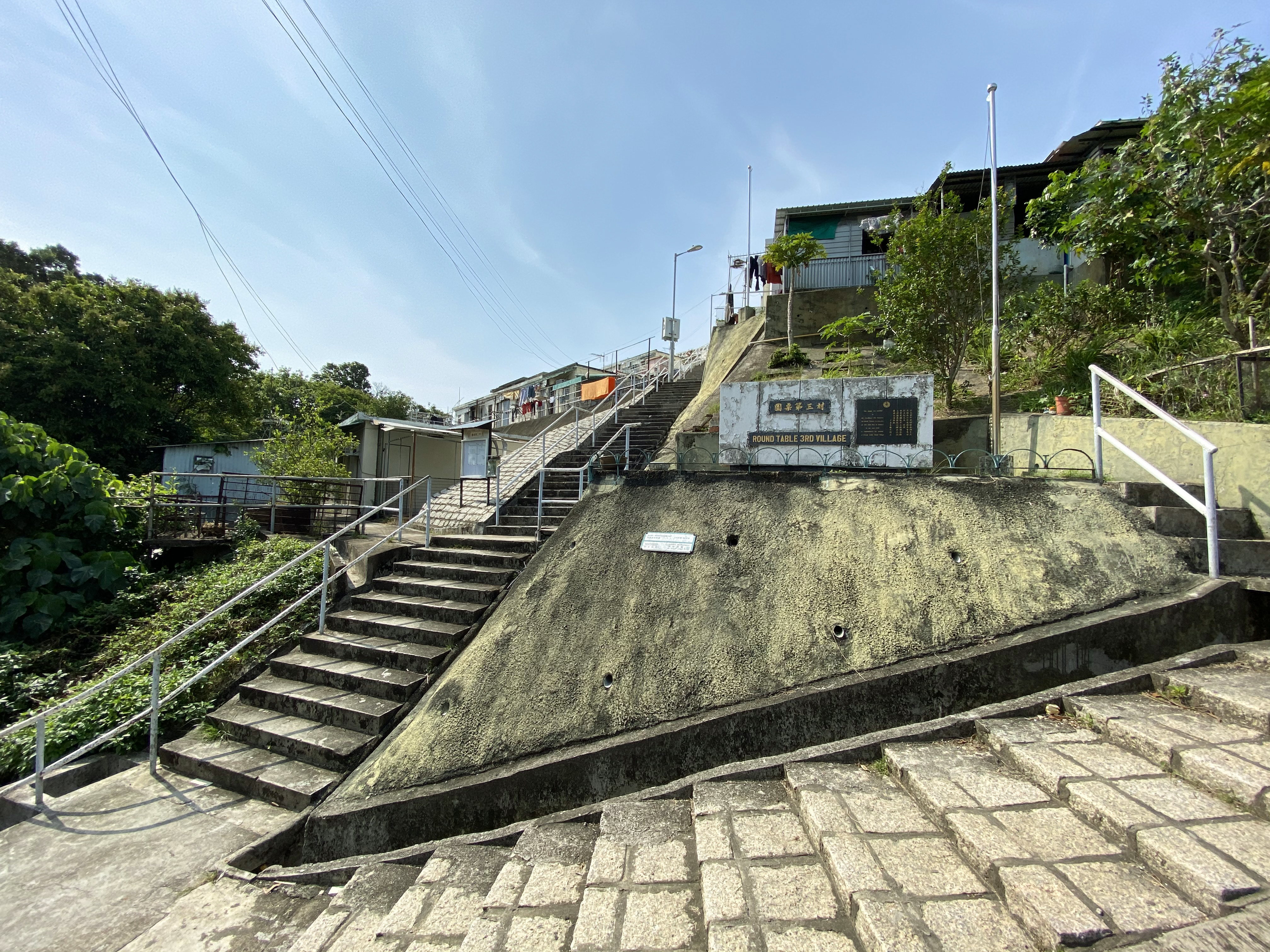
圓桌第三村

第三村在1967年奠基，1968年1月13日落成，建築款項港幣21萬元，其中香港圓桌會捐助六萬元，海外如英國、澳洲、紐西蘭、加拿大及南非捐助12萬。香港圓桌會更負責選址、設計圖則及招標等工作。有單層平房48間，每户每月須繳交11元作維修保養及儲蓄計劃等。

## 梅窩圓桌村
正式名稱為「圓桌會暨加拿大親屬聯會第四難民村」(4th Round Table Kin Refugee Rehousing Village)，又稱圓桌第四村，位於今日梅窩碼頭與梅窩濾水廠之間的山坡上。1975年7月26日揭幕。由政府撥地，香港圓桌會捐助，設單層平房三列共三十間，安置梅窩沙咀頭及鹹田兩地三十户木屋及艇户貧民，每户有獨立廁所及厨房。每户每月須繳交四十元作維修保養。